# ヤフ・チャール

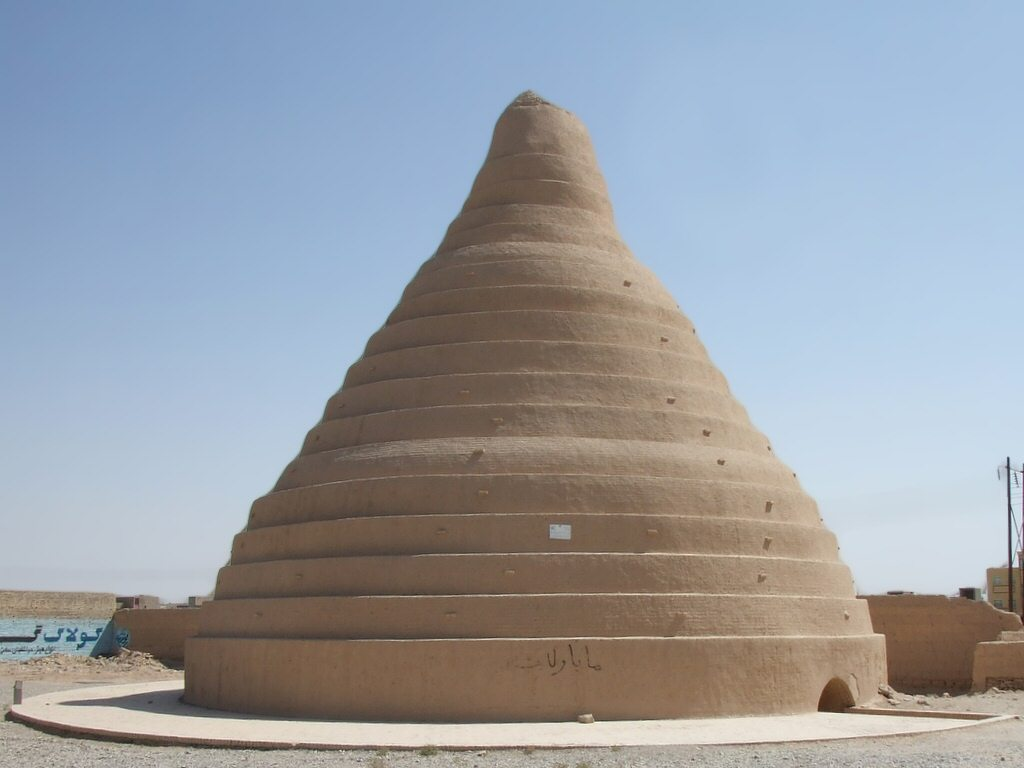
イラン ケシュティのヤフ・チャール

ヤフ・チャール（ペルシア語: یخچال; 「ヤフ」は「氷」、「チャール」は「穴」の意）は、イラン（ペルシャ）で古くから使われた、気化熱を利用した氷室として使われた施設。地上はドーム型の構造で、地下に氷の貯蔵スペースがある。本来は氷の貯蔵に使われていたが、食品の貯蔵に使われることもあった。ヤフ・チャールは厚い耐熱性の建材で囲むことによって外からの熱を遮り、内部の地下空間を一年中冷やすことができた。多くが数百年前に建てられたもので、現在はほとんど使用されていないが、まだ残っているものも多い。
現在のイラン、アフガニスタン、タジキスタンでは、ヤフ・チャールという言葉は、現代の冷蔵庫を指す用語としても使用されている。

## デザインと冷却プロセス

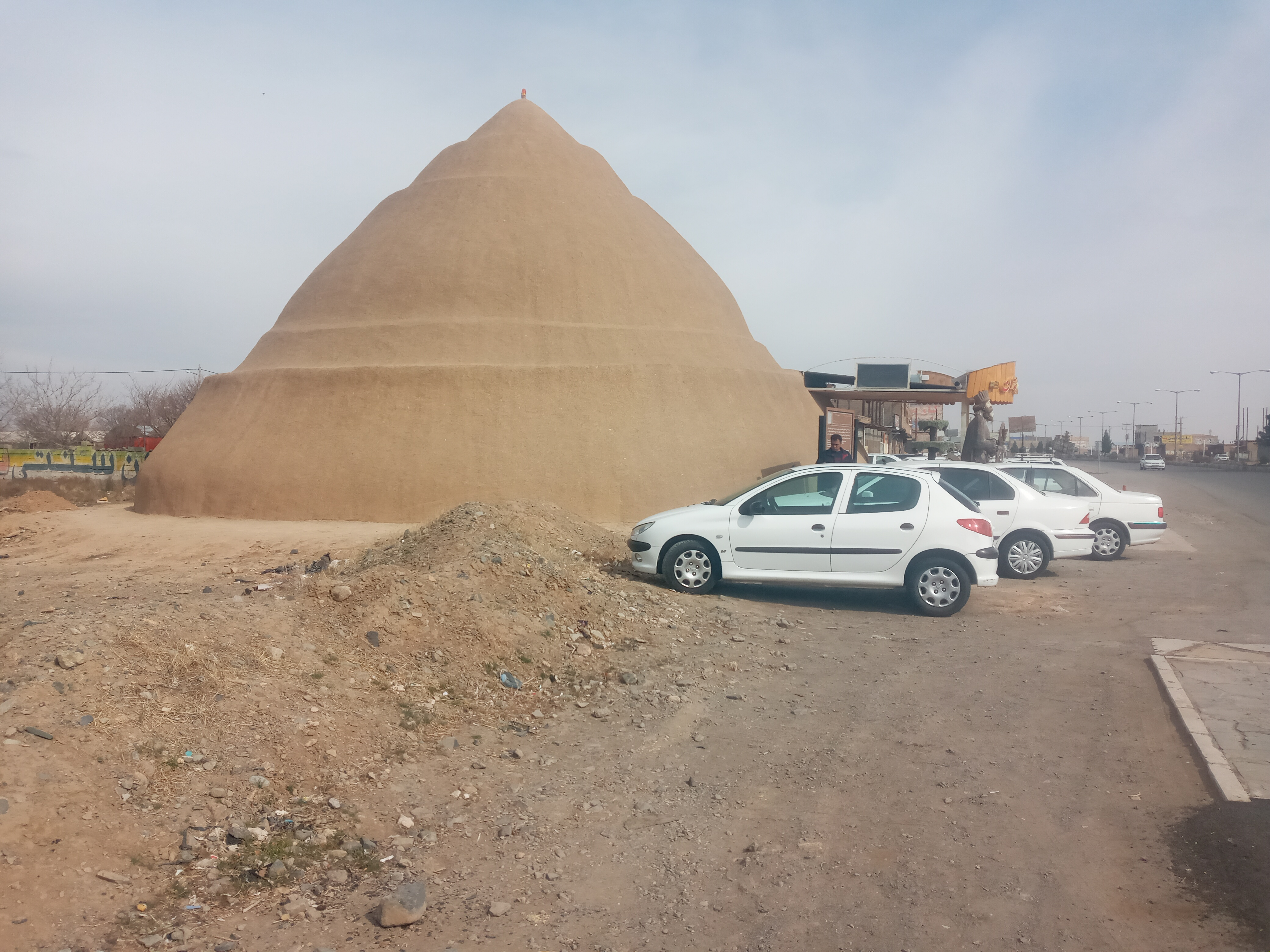
イラン・カシュマールのヤフ・チャール

紀元前前400年までには、ペルシャの技師たちは氷を貯蔵するために砂漠にヤフ・チャールを建設していた。ヤフ・チャールへ引き込む水はカナートから運ばれることが多い。一部の砂漠気候（特に高地の気候）では、湿度が低いので、夜間に気温が氷点下に下がる。ヤフ・チャールの壁は通常、東西の方向に建てられ、入ってくる水が壁の北側に沿って運ばれるので、壁の陰での放射冷却により、水はヤフ・チャールに入る前に冷却される。
また、近くの山から氷が持ち込まれ、ヤフ・チャールに貯蔵されることもある。
ヤフ・チャールの下部は、最大5,000 m3 (180,000 cu ft)もの広さを持つ。建物の背の高い円錐形は、建物の最上部にある開口部を通して残りの熱を上向きおよび外向きに導き、このプロセスを通じて、ヤフチャール内の空気を外より冷たく保つ。ヤフ・チャールは、砂、粘土、卵白、石灰、山羊の毛、灰を特定の比率で含む、サルージとよばれる独自の耐水性モルタルでできており、熱を伝えず、水も通さない効果的な断熱材として機能している。 サルージの壁は、基部では少なくとも2メートルの厚さをもつ。

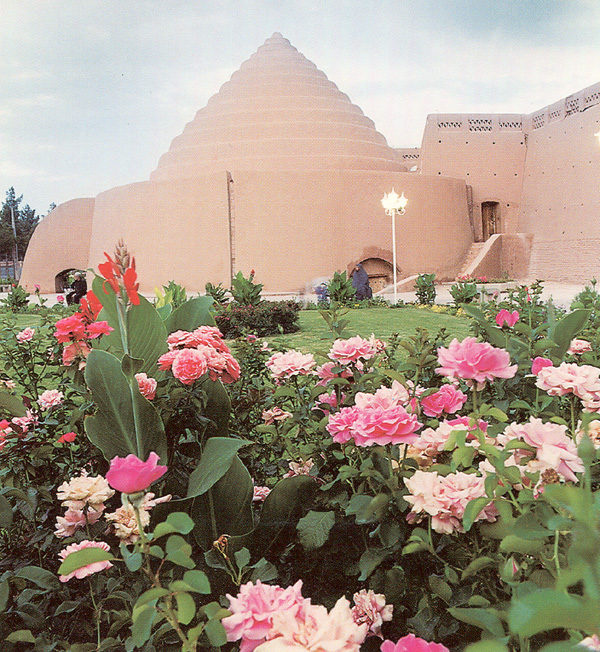
イラン、 モアイェディのヤフ・チャール

ヤフ・チャールはしばしばカナートにつながっており、日干しレンガで作られた正方形または円形のバードギールの通気孔によって、暖かい空気を放出し、基部の開口部またはカナートからの冷たい空気を引き込んでいる。（カナート内の空気は地下の流れによって冷却されている）。
ヤフ・チャールで作成および保管された氷は、特に暑い夏の日に、食品の保存、おやつを冷やす、または伝統的なペルシャの冷菓であるファールーデを作るなど、さまざまな目的で年間を通じて使用される。
ケルマーン（海抜1マイル以上）のヤフ・チャールは、街の中心から約1.5kmの場所にある。この円錐形の建物の高さは約18メートルである。巨大な断熱材とその側面を渦巻く継続的な冷却水により、夏の間ずっと氷を凍らせ続けている。

## ギャラリー

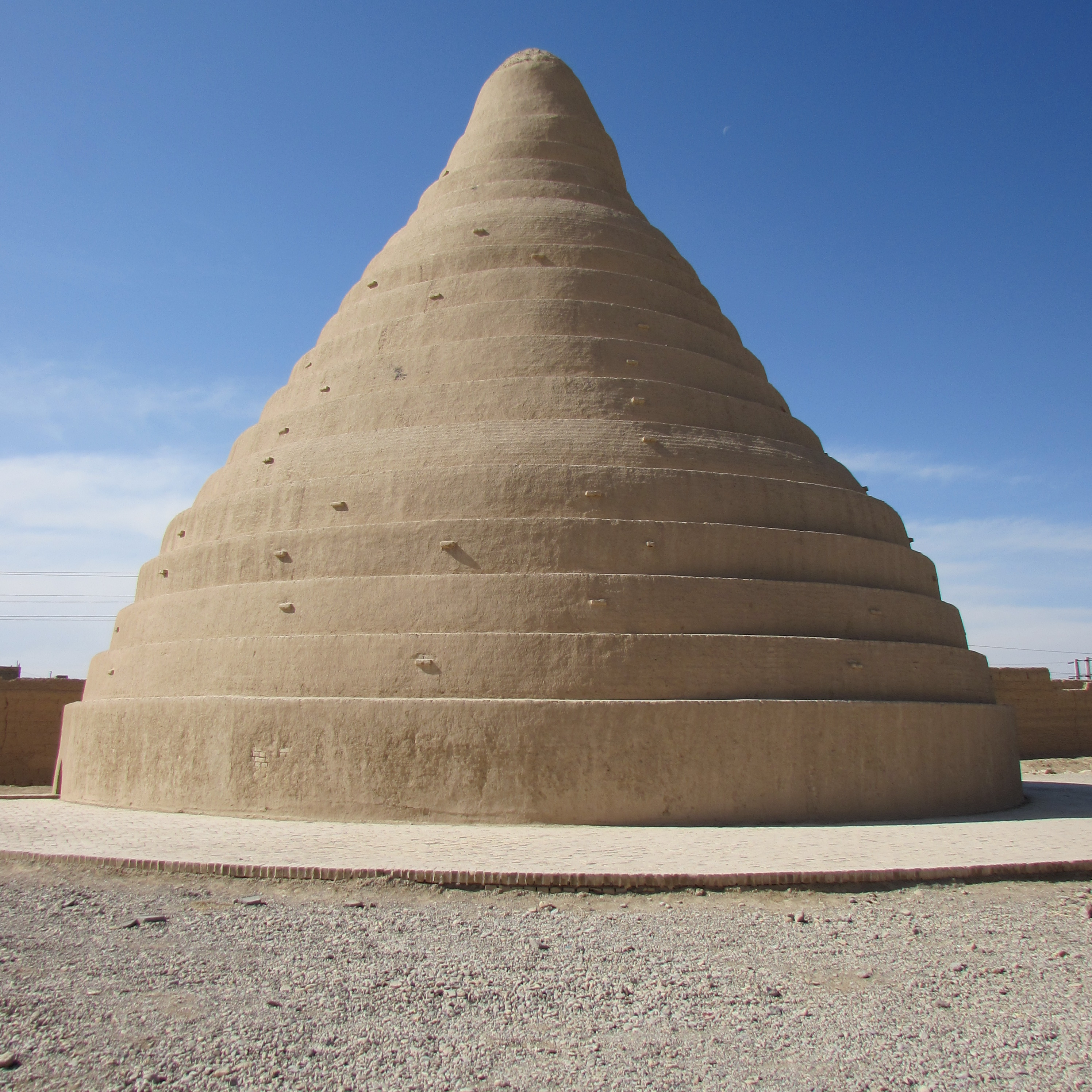
アバルコのヤフ・チャール
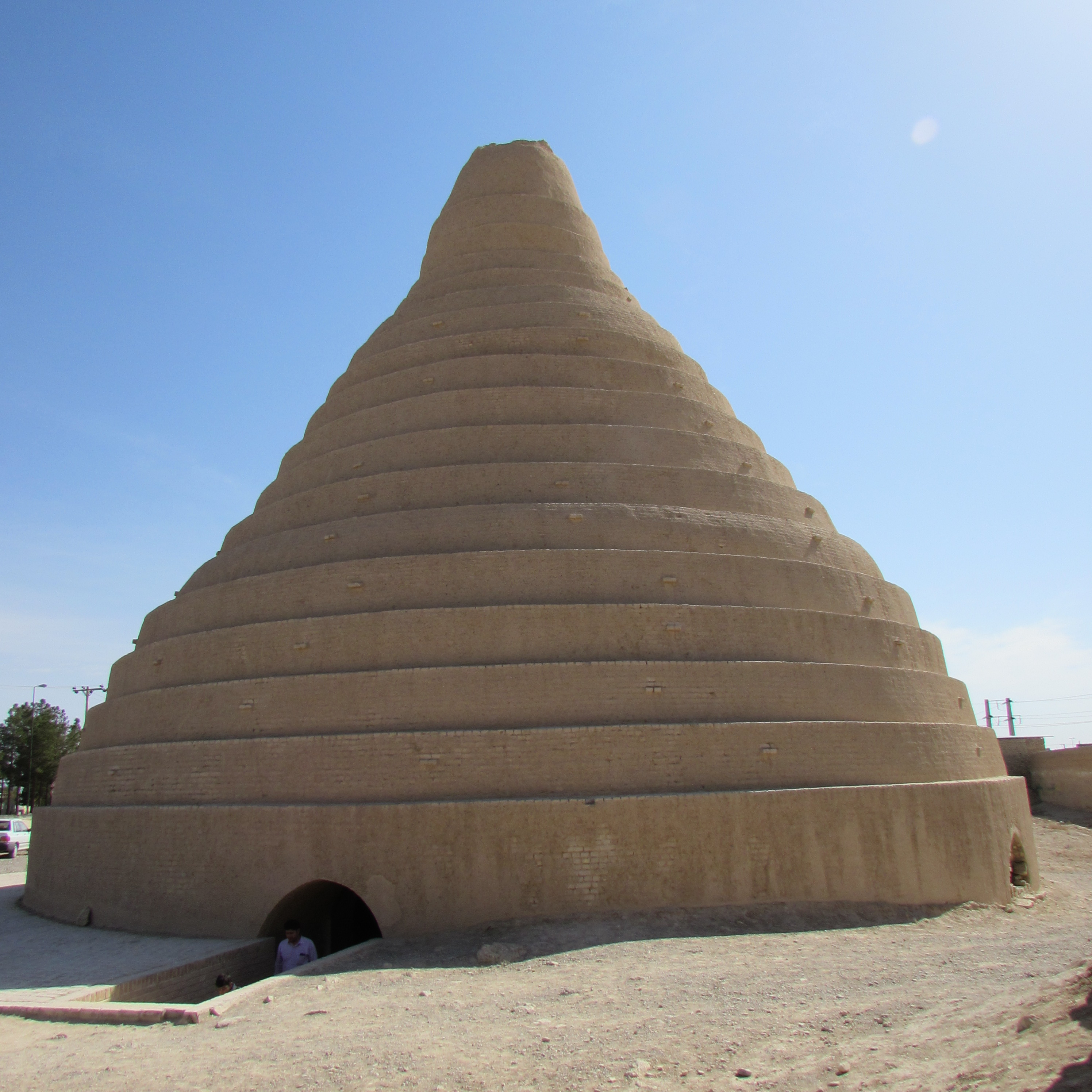
ヤフ・チャール
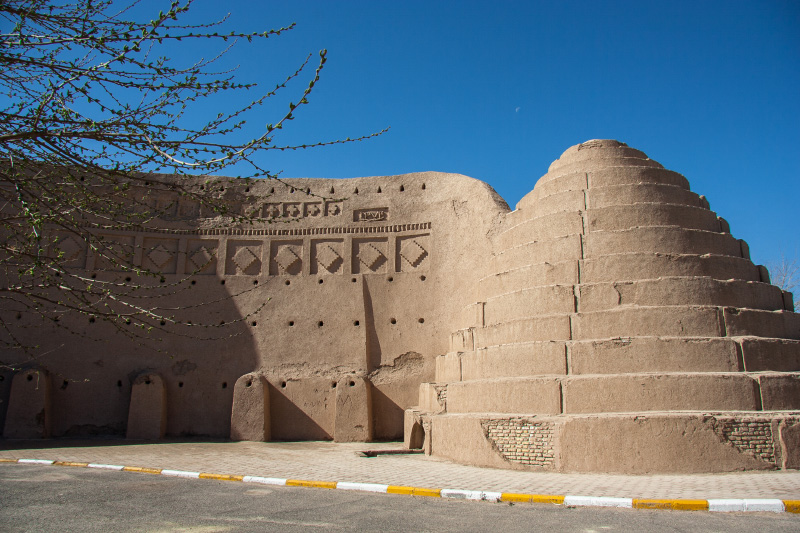
シールジャーンのヤフ・チャール
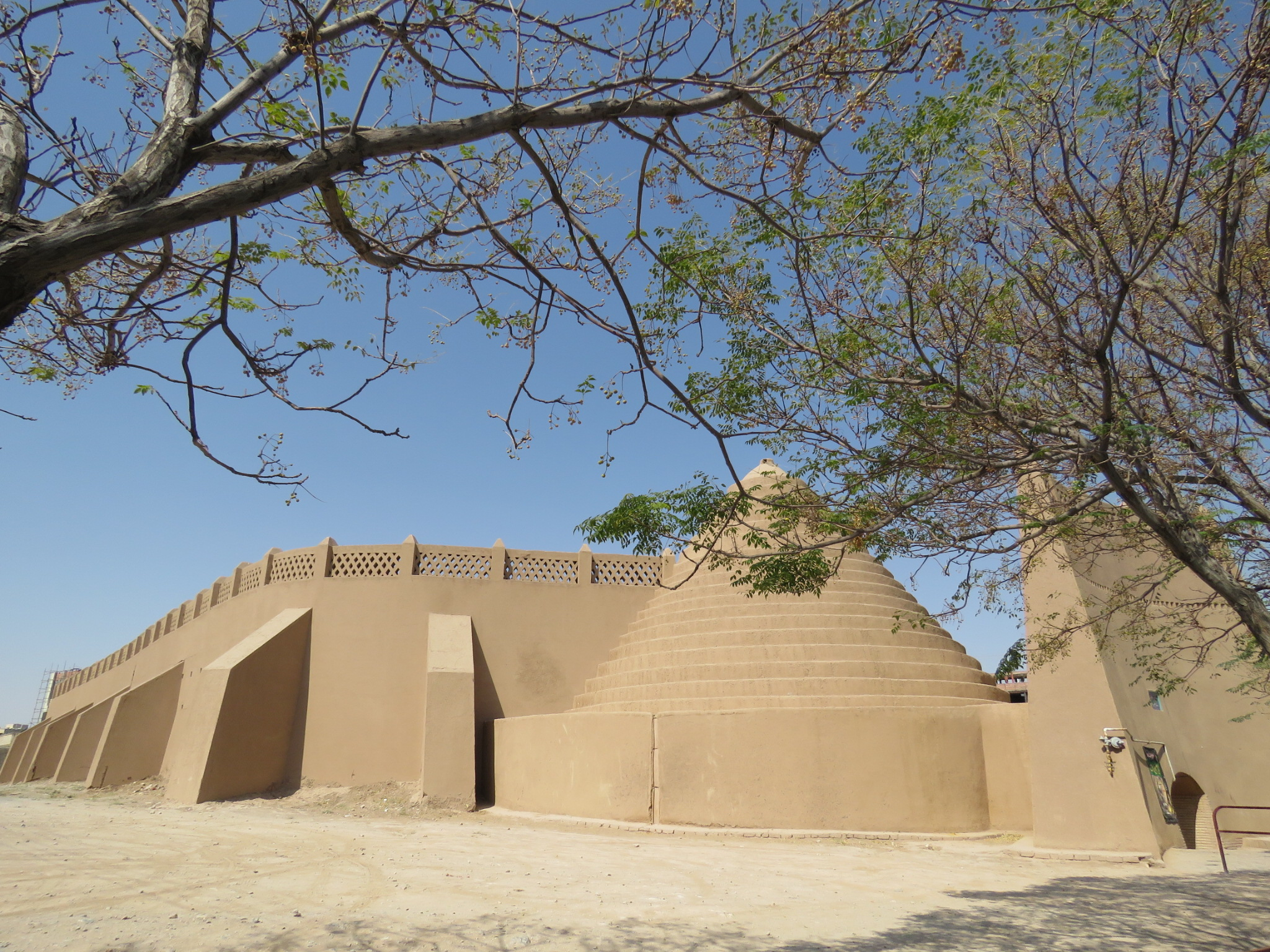
ケルマーンのヤフ・チャール
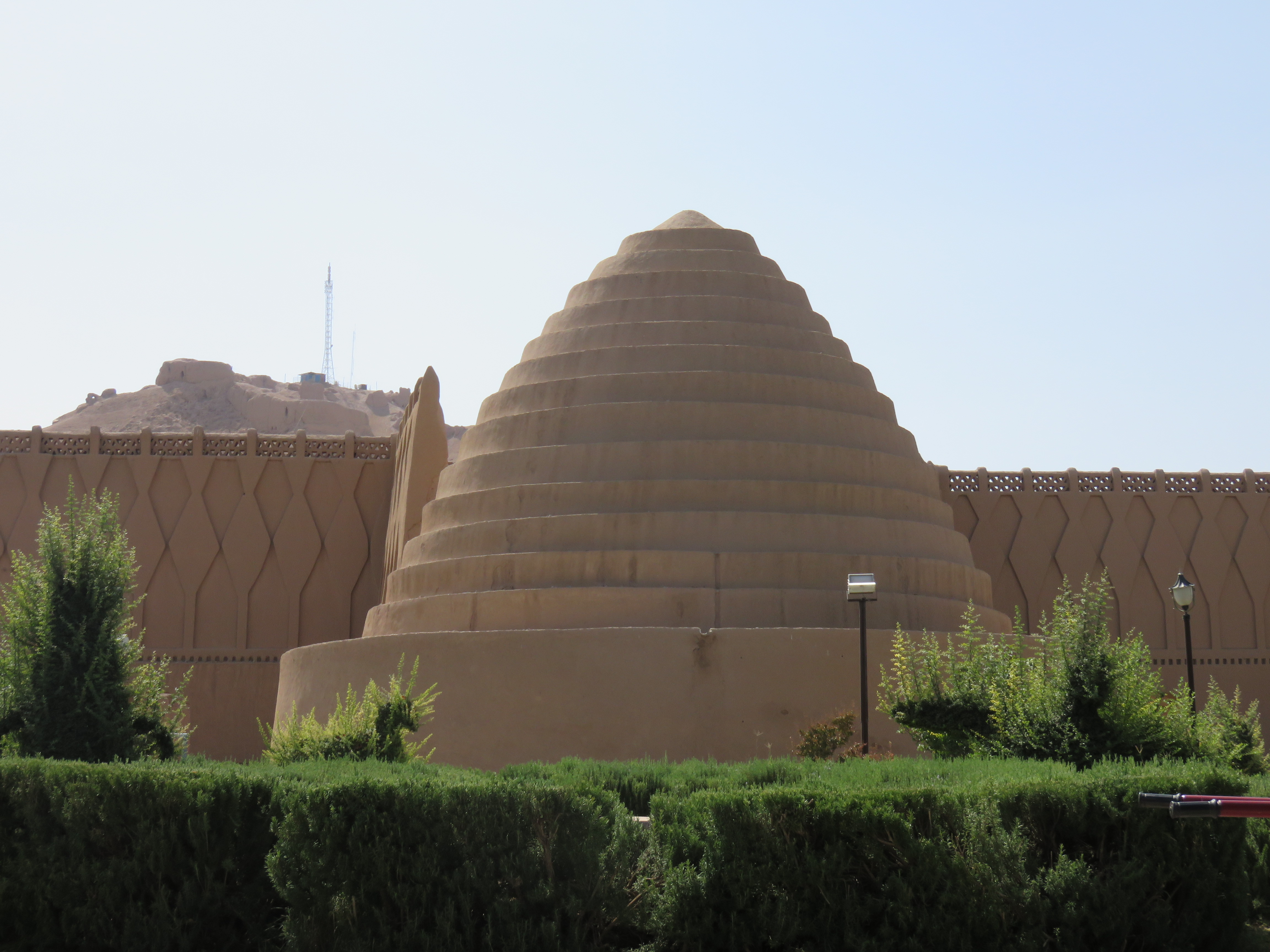
ヤフ・チャール
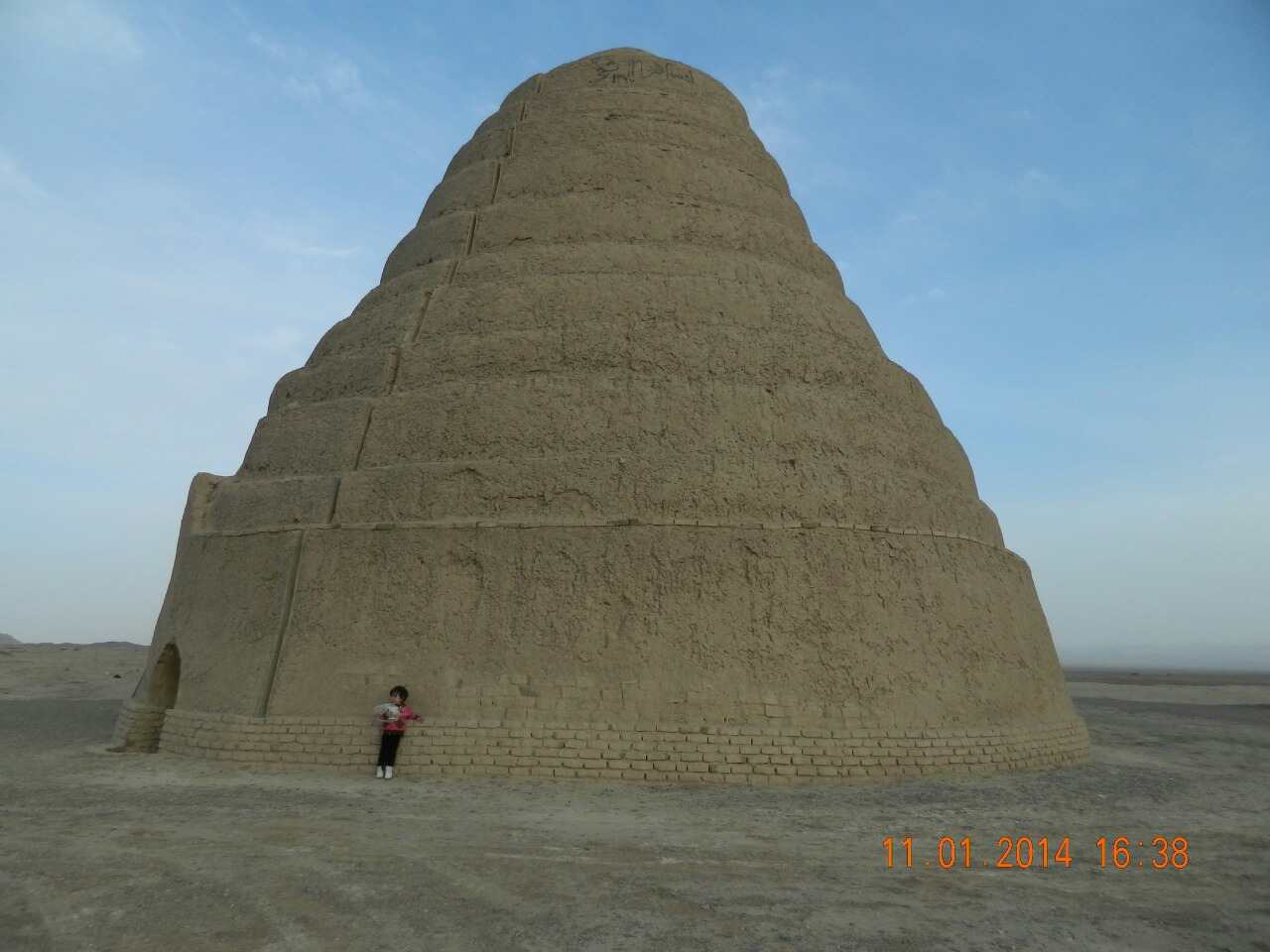
ゴナーバードのヤフ・チャール